# Cogomassa
La cogomassa o farinera vernal (Amanita verna) és una espècie bolet agarical verinós de la família de les amanitàcies (Amanitaceae).
Amb la farinera pudenta i la farinera borda, compon la secció de les Phalloidaea, quasi totes mortals.

## Descripció de l'esporòfor
L'himenòfor (capell) que mesura de 4 a 8 cm, és convex i després estès, d'un blanc unit o lleugerament fibril·lós i adornat de rars fragments de volva. Té un marge és concolor, prim, pelfós, eventualment fenellada però no estriada.
Les làmines són força ajustades, desiguals, blanques; l'espora és blanquinosa.
L'estípit (peu) mesura de 7 a 13 cm, és blanc sedós, omplit i després buit; L'anell és blanc diàfan, situat alt, persistint. La volva en sac, membranosa, és blanquinosa.
La seva carn prima, tendra, és rarament cucosa; la seva sabor és suau (crua, alguns grams basten per a ser mortal, no és aconsellat de menjar-ne), la seva olor fluixa i després fètida. És desaconsellat de manipular-la sense guant.

## Ecologia
Aquesta espècie prou rara ve sola o en grupets, del mes de maig i fins a la fi de l'estiu, en sòls àcids, sorrencs, en sotabosc clar de fullosos, roures i castanyers sobretot.

## Toxicitat
La cogomassa és mortal, fins en feble quantitat. Els agents actius i els símptomes són els mateixos que aquells de la farinera borda.

## Espècies pròximes i confusions possibles
Les espècies pròximes són la farinera borda, sobretot a la seva forma alba, i la farinera pudenta però, com aquestes darreres, la cogomassa presenta grans riscos de confusió per als principiants amb molts bolets blancs, agarics sobretot o volvaris, o encara amanites blanques innòcues com l'amanita de Vittadini. Al menor dubte, hom se n'abstindrà.